# Monarch Machine Company
Monarch Machine Company war ein US-amerikanischer Hersteller von Motoren und Automobilen.

## Unternehmensgeschichte
Das Unternehmen hatte seinen Sitz in Des Moines in Iowa. Hauptsächlich stellte es Ottomotoren her. 1908 entstanden auch einige Automobile. Der Markenname lautete Monarch. Nach April 1909 verliert sich die Spur des Unternehmens.
Weitere US-amerikanische Hersteller von Personenkraftwagen der Marke Monarch waren Milwaukee Motor Manufacturing Company, Monarch Automobile Company, Monarch Motor Car Company (Illinois) und Monarch Motor Car Company (Michigan).

## Fahrzeuge
Im Angebot stand mit dem Road King ein Motorbuggy. Er hatte auffallend große Räder und kann somit als Highwheeler bezeichnet werden. Das Fahrgestell hatte 213 cm Radstand. Der selbst hergestellte Zweizylindermotor leistete 20 PS. Er trieb über ein Planetengetriebe und zwei Ketten die Hinterachse an. Lenkhebel und Lenkrad standen zur Wahl. Explizit genannt ist das Model D als offener Viersitzer. Eine Abbildung zeigt das gleiche Modell als offenen Zweisitzer.